# جلال الشرقاوي
جلال الشرقاوي (14 يونيو 1934 - 4 فبراير 2022)، فنان ومخرج مصري. حصل على بكالوريوس العلوم من جامعة القاهرة عام 1954، ودبلوم خاص تربية وعلم النفس من جامعة عين شمس 1955 وبكالوريوس المعهد العالي للفنون المسرحية بتقدير امتياز عام 1958 ودبلوم إخراج من معهد جوليان برتو للدراما في فرنسا عام 1960 ودبلوم إخراج من المعهد العالي للدراسات السينمائية من فرنسا عام 1962. وقد مثّل في مسلسلات مثل ملحمة الحب والرحيل في الأردن و مسلسل المفسدون في الأرض.

## الأفلام
- موعد مع القدر: مع محمود ياسين - يسرا - نبيلة عبيد
- خلي بالك من عقلك: مع عادل إمام - شريهان
- أرملة وثلاث بنات: مع أمينة رزق

أمهات في المنفى : هو فيلم دراما مصري من إنتاج عام 1981، بطولة عادل إمام وماجدة الخطيب وإسعاد يونس والسيد راضي، تأليف يوسف جوهر وإخراج محمد راضي.

## المسرحيات
- مدرسة المشاغبين[3]

## الوفاة
توفي في 4 فبراير 2022 بسبب مضاعفات الإصابة بفيروس كورونا عن عمر ناهز الثامنة والثمانين.

## وصلات خارجية
- حياة الفنان جلال الشرقاوي من المركز القومي للمسرح والموسيقى والفنون الشعبية
- جلال الشرقاوي على موقع IMDb (الإنجليزية)
- جلال الشرقاوي على موقع الدهليز
- جلال الشرقاوي على موقع قاعدة بيانات الأفلام العربية
- جلال الشرقاوي على موقع ديسكوغز (الإنجليزية)